# Pallacanestro Virtus Roma 1979-1980
Formazione della Pallacanestro Virtus Roma 1979-1980.
1979/80
|  | Italia (bandiera)      | Massimo Bini       |
|  | Italia (bandiera)      | Roberto Castellano |
|  | Italia (bandiera)      | Claudio Cornolò    |
|  | Stati Uniti (bandiera) | Mike Davis         |
|  | Stati Uniti (bandiera) | Phil Hicks         |
|  | Italia (bandiera)      | Graziano Malachin  |
|  | Italia (bandiera)      | Mario Massacci     |
|  | Italia (bandiera)      | Giovanni Papitto   |
|  | Italia (bandiera)      | Luigi Santoro      |
|  | Italia (bandiera)      | Marco Spizzichini  |
|  | Italia (bandiera)      | Maurizio Tomassi   |
|  | Italia (bandiera)      | Giampiero Torda    |

- Allenatore: Nello Paratore
- Presidente: Giuseppe Mazzarella